# 이진우 (배우)
이진우(李珍雨, 1968년 12월 8일 ~ )는 대한민국의 배우 겸 목사이다.

## 출연작

### 영화
- 1987년 《토요일은 밤이 없다》
- 1990년 《남부군》
- 1990년 《꿈》 - 미력 역
- 1995년 《무소의 뿔처럼 혼자서 가라》
- 1997년 《패자부활전》
- 1998년 《미끼》
- 1999년 《표절》
- 2001년 《파라다이스 빌라》 - 펀드 매니저 역

### 드라마

#### KBS
- 2021년 KBS2 《신사와 아가씨》 ... 허 병장 역 (특별출연)
- 2020년 KBS1 《기막힌 유산》 ... 애리 부 역 (특별출연, 마지막회)
- 2020년 KBS2 《비밀의 남자》 ... 강상현 역 (특별출연)
- 2014년 KBS2 《일편단심 민들레》 ... 진선재 역 (특별출연)
- 2012년 KBS1 《대왕의 꿈》 ... 백제 의자왕 역
- 2009년 KBS2 《천추태후》 ... 한덕양 역
- 2008년 KBS 《대왕 세종》 ... 정인지 역
- 2007년 KBS1 《산너머 남촌에는》 ... 나진석 역
- 2006년 KBS1 《대조영》 ... 토번 왕 역 (특별출연)
- 2002년 KBS2 《색소폰과 찹쌀떡》 ... 이수남 역
- 2001년 KBS2 《명성황후》 ... 고종 이형 역
- 2000년 KBS2 《소설 목민심서》 ... 작가, 정약용 역(1인2역)
- 2000년 KBS2 《일요베스트 - 세상 끝에서 만나다》 ... 상철 역
- 1998년 KBS1 《왕과 비》 ... 성종 이혈 역
- 1996년 KBS2 《조광조》 ... 중종 이역 역
- 1996년 KBS2 《컬러》
- 1995년 KBS2 《목욕탕집 남자들》 ... 김동환 역
- 1994년 KBS 《역사의 라이벌》
- 1993년 KBS2 《살아 남은 자의 슬픔》
- 1991년 KBS 《맥랑시대》

#### MBC
- 2005년 MBC 《신돈》 ... 이성계 역
- 2005년 MBC 《제5공화국》 ... 허화평 역
- 2005년 MBC 《김약국의 딸들》 ... 강극 역
- 2003년 MBC 《죽도록 사랑해》 ... 김재국 역
- 2000년 MBC 《눈으로 말해요》 ... 민영철 역
- 1999년 MBC 《시트콤 점프》 ... 홍석천 교수의 자형 이진우 역(카메오 단역)
- 1998년 MBC 《대왕의 길》 ... 김일경 역
- 1998년 MBC 《사랑을 위하여》 ... 은석규 역
- 1997년 MBC 《그대 그리고 나》
- 1998년 MBC 《성공시대-이명현 교육부 장관편》- 이명현 역
- 1997년 MBC 《시트콤 남자 셋 여자 셋》 ... 이제니의 사촌 오빠 이진우 역(단역)
- 1996년 MBC 《나》
- 1996년 MBC 《아이싱》
- 1996년 MBC 《동기간》 ... 박태웅 역
- 1996년 MBC 《자반 고등어》
- 1995년 MBC 《호텔》 ... 임경빈 역
- 1994년 MBC 《서울의 달》 ... 차형근 역
- 1994년 MBC 《사랑을 그대 품안에》
- 1994년 MBC 《마지막 승부》
- 1993년 MBC 《우리들의 천국》
- 1992년 MBC 《아들과 딸》
- 1991년 MBC 《우리들의 천국》
- 1991년 MBC 《여명의 눈동자》 ... 홍성백(상하이 주재 일본군 헌병대 이탈 조선인 학도병) 역
- 1990년 MBC 《대원군》 ... 오세창 역
- 1989년 MBC 《전원일기》 ... 농촌지도소 견습원 역
- 1989년 MBC 《한 지붕 세 가족》 ... 지역구 관청 복무 방위병 역
- 1989년 MBC 《수사반장》 ... 서울 용산구청 복무 방위병 역

#### SBS
- 2006년 SBS 《연개소문》 ... 양현감 역
- 2004년 SBS 《청혼》 ... 심우경 역
- 2003년 SBS 《올인》
- 2001년 SBS 《그래도 사랑해》 ... 정국영 역
- 1999년 SBS 《그녀의 선택》 ... 최형민 역
- 1999년 SBS 《카이스트》 ... 박상훈 교수(박기훈 교수의 사촌 형) 역
- 1998년 SBS 《삼김시대》 ... 이준 역
- 1997년 SBS 《미스  & 미스터》
- 1997년 SBS 《여자》 ... 서정남 역
- 1996년 SBS 《도시남녀》
- 1995년 SBS 《신비의 거울속으로》 ... 김동일 역
- 1994년 SBS 《사랑은 없다》 ... 홍명원 역
- 1994년 SBS 《영웅일기》 ... 기태하 역

#### EBS1
- 2004년 EBS1 《명동백작》 ... 김수영 역
- 2002년 EBS1 《역사 탐구 과거와의 대화》
- 2001년 EBS1 《학교 이야기》

#### 타방송사
- 2009년 tvN 《세 남자》 ... (카메오)

### 라디오 프로그램
- 2015년 EBS FM 《EBS 책 읽는 라디오 낭독 시리즈》

### CF 광고
- 1990년 동양제과 오리온 초코파이 情 (FEAT. 최형선)
- 《하이모》
- 《밀란》(2015년~)

## 수상 경력
- 1994년 SBS 연기대상 남자 신인상

## 가족 관계
- 어머니 : 염화자
- 배우자 : 김옥순 - 이혼
- 배우자 : 이응경 (1966년 2월 22일 ~ ) - 2005년 재혼